# 寺方提灯踊り

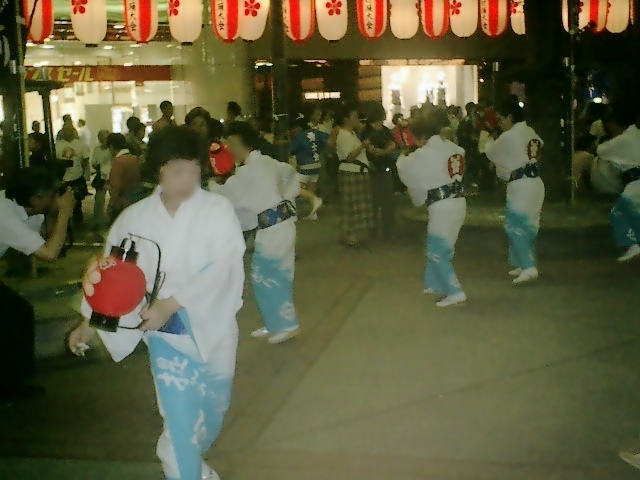
2005年の祭りの様子

寺方提灯踊り（てらかたちょうちんおどり）は、守口市の南寺方地域で古くから伝承されている盆踊りである。「寺方提灯音頭」とも表記される。

## 歴史
発祥年代は定かではないが、文化・文政年間とされる19世紀前半（1804年-1830年ごろ）に盛んだったといわれている。そもそもは各地で旧暦の7月13-16日に行われていた盂蘭盆の精霊のため、新盆の家を回って仏前などで踊っていた盆踊りから派生されたとされている。
一般には河内音頭や江州音頭といった関西で発祥されたとされている盆踊りをベースに、提灯を片手に持って踊るものである。提灯をもって踊るのは日本でも非常に珍しく、一部では「文化・文政年間の百姓一揆の勝利の祝いの踊り」であったり「幕府の許しを得られぬまま、桶を築き処刑されたとされる庄屋喜左衛門の遺徳を偲ぶために開催された」、あるいは「踊りに参加できるのは一子相伝、家督相続者だけ」という説もあった。
一時、第二次世界大戦のため中断の時代があったが、守口市でこのイベントを復活させようという動きが活発になり、戦前からこの提灯踊りを踊っていた2人の古老が中心となって、提灯踊りの伝統を系譜していこうと、1971年、「寺方提灯踊り保存会」が設立され、毎年新暦7月（現在は海の日を含む2日間）に守口市駅前広場「現・カナディアンスクエア」にて、提灯踊り大会が開催されている。ただし、踊りやお囃子についてはそれを継承していた古老がいなかったため、河内音頭で最古の歴史を誇るとされる「交野節」を基本として利用し、これを現在は「寺方節」としている。2000年、守口市初の「指定無形民俗文化財」に選ばれる。